# مویرکیرک
مویرکیرک (به انگلیسی: Muirkirk) یک روستا در بریتانیا است که در ایرشر شرقی واقع شده‌است. مویرکیرک ۱٬۸۶۵ نفر جمعیت دارد.